# Leiobunum albigenium
Leiobunum albigenium is een hooiwagen uit de familie Sclerosomatidae.